# Сніжненське сільське поселення (Комсомольський район)
Сн́іжненське сільське поселення (рос. Снежненское сельское поселение) — сільське поселення у складі Комсомольського району Хабаровського краю Росії.
Адміністративний центр — селище Сніжний.

## Населення
Населення сільського поселення становить 1671 особа (2019; 1906 у 2010, 2084 у 2002).

## Склад
До складу сільського поселення входять:
| Населений пункт | Населення, осіб (2002) | Населення, осіб (2010) |
| --------------- | ---------------------- | ---------------------- |
| Поні, селище    | 13                     | 4                      |
| Сніжний, селище | 2071                   | 1902                   |